# Alex Kidd in High-Tech World
 (juillet 2013).
Si vous disposez d'ouvrages ou d'articles de référence ou si vous connaissez des sites web de qualité traitant du thème abordé ici, merci de compléter l'article en donnant les références utiles à sa vérifiabilité et en les liant à la section « Notes et références ».
Alex Kidd in High-Tech World est un jeu vidéo d'action et de plates-formes sorti en 1987 et qui fonctionne sur Master System. Le jeu a été développé et édité par Sega.

## Scénario
Le jeu Alex Kidd in High-Tech World est en réalité une version adaptée pour le marché international du jeu Anmitsu Hime, un jeu basé sur un manga qui n'est jamais sorti en Europe ni en Amérique. Le titre du jeu a donc été changé, et les personnages du manga ont été remplacés par ceux de la série Alex Kidd. 
Le scénario aussi est différent : Alex Kidd, le héros du jeu, apprend qu'une nouvelle salle d'arcade, High-Tech World, vient d'ouvrir. Il veut s'y rendre, et pour ce faire il doit traverser quatre niveaux alternant des phases d'aventure en vue de côté, comme dans Zelda II, et des phases de jeu de plateformes comme dans Super Mario Bros.
Des incohérences sont apparues dans la localisation du jeu : ainsi, le frère d'Alex est appelé James alors qu'il s'appelait Igul dans Miracle World.

## Système de jeu
Le jeu comporte 4 niveaux : le premier niveau, qui se déroule dans le château d'Alex, est une phase de recherche où Alex Kidd doit récupérer les 8 morceaux d'une carte lui permettant de se rendre à la salle d'arcade. Les morceaux sont souvent bien cachés et impliquent de résoudre des énigmes pour les obtenir. Il faut aussi faire attention à certains pièges qui "tuent" Alex Kidd s'il les utilise.
Le second niveau est une phase de jeu de plateformes où Alex doit atteindre l'arrivée à droite de l'écran : il doit aussi survivre aux attaques de ninjas qui lancent des projectiles verts mortels au moindre contact. Ce dernier attaque en lançant des projectiles jaunes, au lieu de donner des coups de poing comme dans les autres jeux de la série.
Le troisième niveau est un village dans lequel Alex peut discuter avec les habitants, acheter des objets et faire quelques quêtes secondaires qui n'ont cependant pas de réelle utilité. Pour quitter le village et aller au dernier niveau du jeu, Alex doit présenter un passe au gardien de la sortie du village. Il y a plusieurs manières d'obtenir le passe, mais le gardien n'accepte que ceux obtenus de certaines façons: soit en se rendant à un temple et en priant 100 fois, ce qui fait venir un prêtre qui donne le vrai passe à Alex, soit en attendant une certaine heure à partir de laquelle un autre garde sortira lorsqu'il entendra Alex parler avec le premier garde, et donnera au garçon son propre laissez-passer.
Le quatrième niveau est le même que le deuxième, sauf qu'en plus des ninjas d'autres ennemis sont présents. Après l'avoir fini, Alex Kidd atteint la salle d'arcade et le jeu se termine sur une image de lui jouant sur une borne d'arcade.
Certains événements n'ont lieu qu'à certaines heures, et le temps dont Alex dispose pour aller à High-Tech World est limité : dans les phases de plateformes, si Alex est touché, il perd une minute de temps. Si Alex Kidd ne parvient pas à atteindre la salle d'arcade avant 17 heures, la partie est terminée.